# Bicci di Lorenzo
Bicci di Lorenzo (1373–1452) foi um pintor e escultor italiano que trabalhou em Florença.
Nasceu em Florença em 1373, filho do pintor Lorenzo di Bicci, em cuja oficinal trabalhou. Casou em 1418,e em 1424 registrou-se na Guilda de Pintores de Florença. Seu filho, Neri di Bicci foi também pintor e continuou a tradição da família. Morreu em Florença em 1452 e foi enterrado na Basílica de Santa Maria del Carmine.
Junto com seu pai, recebeu várias encomendas, entre elas, segundo Giorgio Vasari, um pedido da Família Medici para que criassem um ciclo de afrescos para o Palazzo Medici Riccardi. Sua obra mais importante é a Madonna no Trono agora na Galeria Nacional de Parma.